# Hôpital de Sabbatsberg
L'hôpital de Sabbatsberg (en suédois : Sabbatsbergs sjukhus) est un ancien hôpital situé dans le quartier de Blackeberg à Stockholm en Suède,.

## Présentation
L'ancien hôpital situé sur Sabbatsberg entre Torsgatan, Vasaparken, Tegnérgatan à Barnhusbron et Dalagatan à Vasastan au centre de Stockholm.
L'hôpital Sabbatsberg et l'Institut Eastman occupent 82 000 mètres carrés répartis dans quatre bâtiments.
L'hôpital assure des soins dans le cadre de services de réadaptation fonctionnelle, de médecins de famille, d'un laboratoire, de réadaptation en oncologie et de soins dentaires publics. 
L'Institut Eastman offre des soins dentaires spécialisés,.

## Histoire
Le conseil municipal de Stockholm a décidé de construire l'hôpital le 2 décembre 1872. L'hôpital a été conçu par l'architecte Ernst Jacobsson et construit selon le système des pavillons. 
Il a ouvert ses portes le 21 janvier 1879 avec 340 lits, répartis en douze services. 
Dans la seconde moitié de 1884, l'éclairage électrique a été installé. 
En 1900, Sabbatsberg est devenu le premier hôpital de Stockholm à recevoir un service de radiographie. L'hôpital a été agrandi et modernisé en plusieurs étapes. 
À la fin des années 1960, plusieurs des anciens bâtiments de l'hôpital ont été démolis et remplacés par de nouveaux, conçus par le cabinet d'architectes Uddenberg & Hjelm, et inaugurés vers 1970.
Au tournant de l’année 1993-1994, le service des urgences de l’hôpital a été fermé. 
L'hospice est devenu plus tard une maison de retraite. La tour de l'Horloge a été construite en 1942 et huit ans plus tard la Nya Hemmet, où les résidents avaient leurs propres chambres. En 1968, l'ancien pavillon fut démoli et quatre ans plus tard, un nouveau bâtiment principal fut achevé.
Plusieurs des anciens bâtiments hospitaliers sont encore utilisés pour diverses activités liées aux soins de santé, mais la zone dans son ensemble n'a plus le caractère d'un hôpital. 
Entre autres choses, le service d'ambulance du conseil départemental, Ambulanssjukvården i Storstockholm AB, AISAB, dispose d'une station à Sabbatsberg. 
À côté de l'hôpital se trouve l'Institut Eastman, qui est géré par le Service dentaire public et qui travaille avec la dentisterie pédiatrique.
L'Institut Eastman a fait l'objet d'une rénovation minutieuse et en 2016, l'ensemble de l'Institut Eastman a été rouvert.
Après la fin des opérations d'urgence, certaines parties des locaux ont été utilisées comme bureaux pour certaines administrations du Conseil du comté de Stockholm. 
La majorité d'entre eux ont déménagé en 2008 vers Hantverkargatan 11 à Kungsholmen.
Des parties de l'ancien quartier hospitalier ont été aménagées au cours des années 2000, notamment en logements.

## Divers
Après qu'Olof Palme a été abattu le 28 février 1986 à l'intersection Sveavägen-Tunnelgatan, il a été transporté en ambulance, avec sa femme Lisbeth Palme, aux urgences de l'hôpital de Sabbatsberg, où il a été déclaré mort le 1er mars 1986 à 10h00.
Certaines scènes du film Millénium : Les Hommes qui n'aimaient pas les femmes ont été tournées à l'hôpital.
Les scènes d'hôpital du film de Bo Widerberg Un flic sur le toit ont également été tournées à l'hôpital.

## Galerie

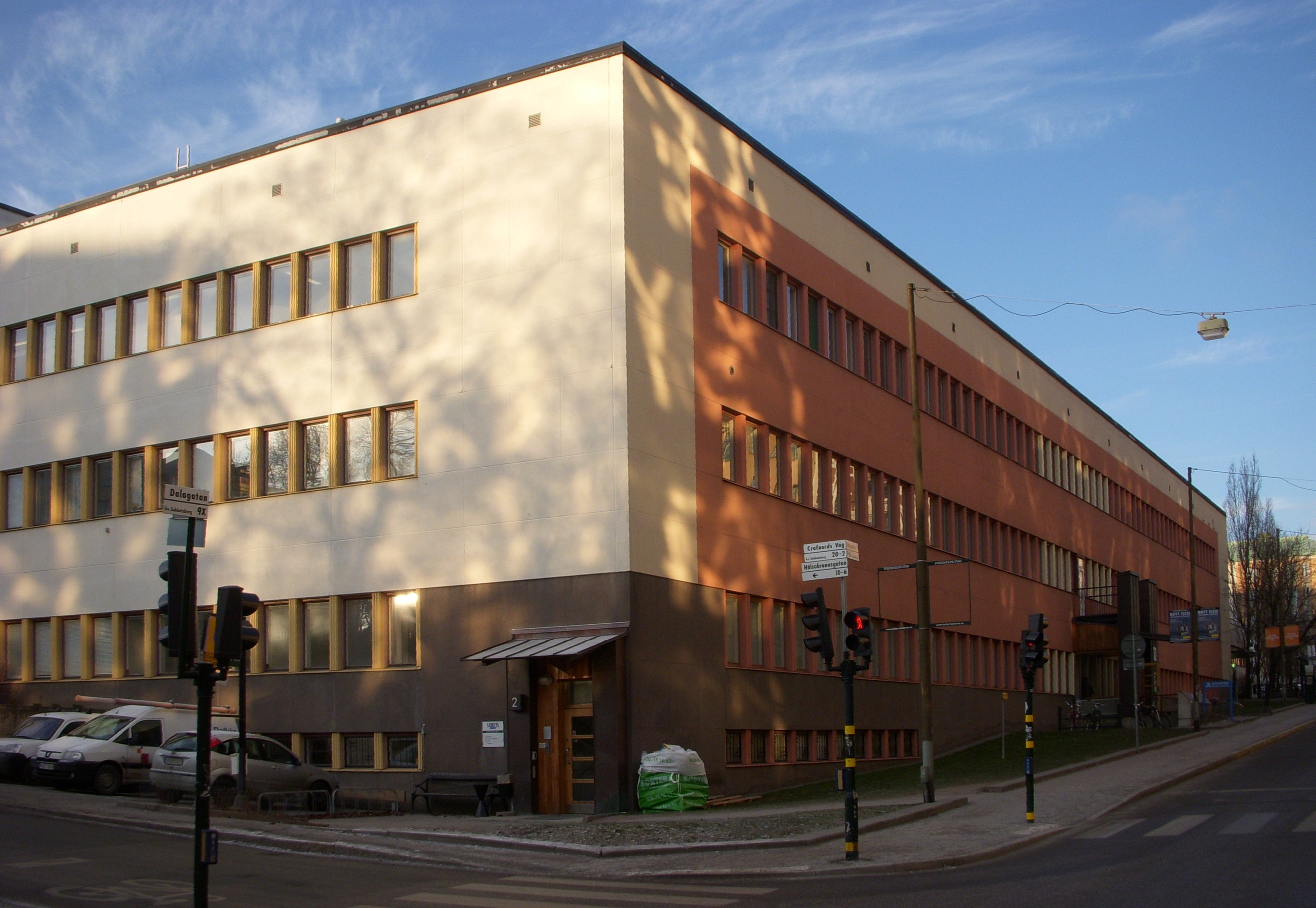
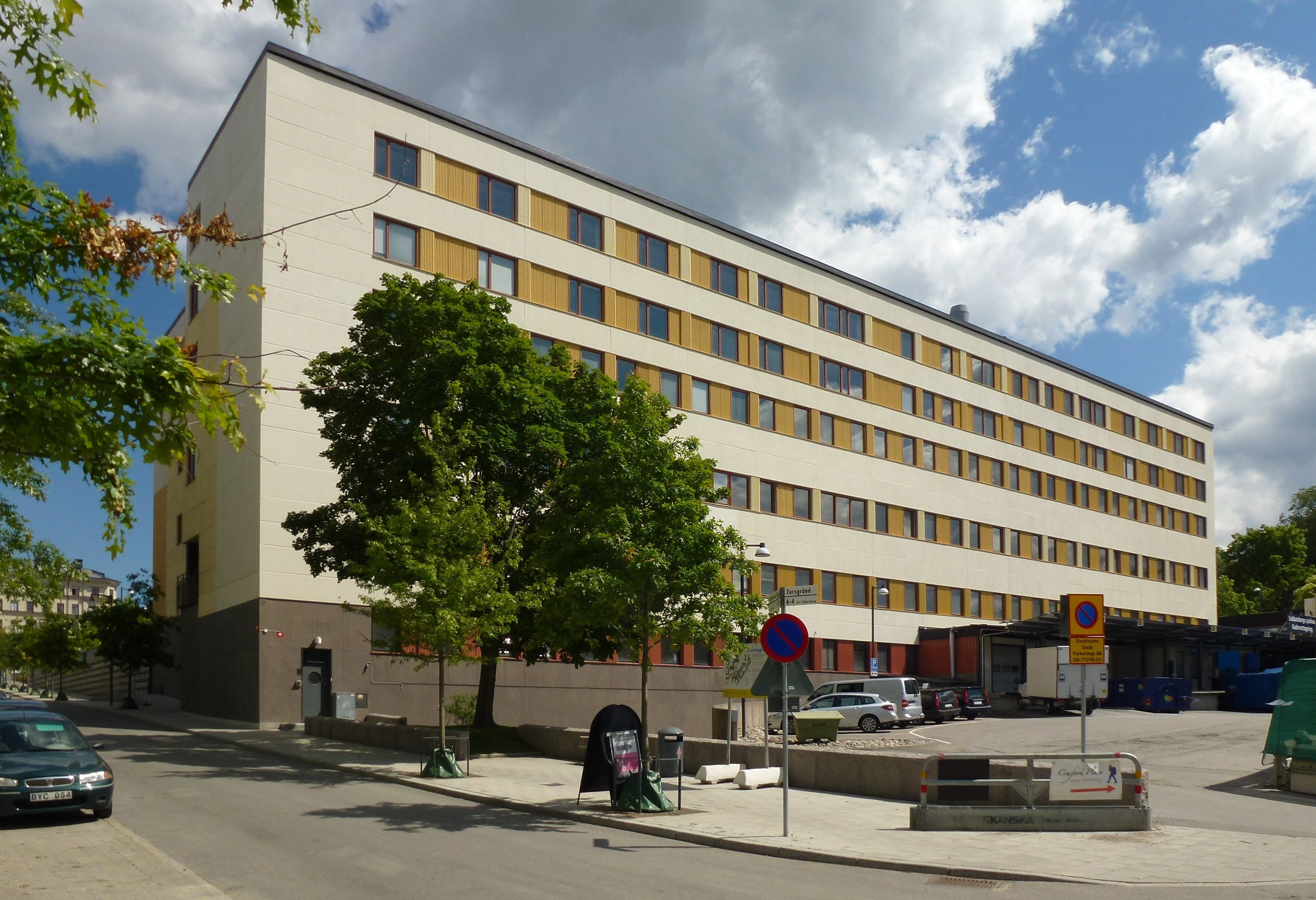
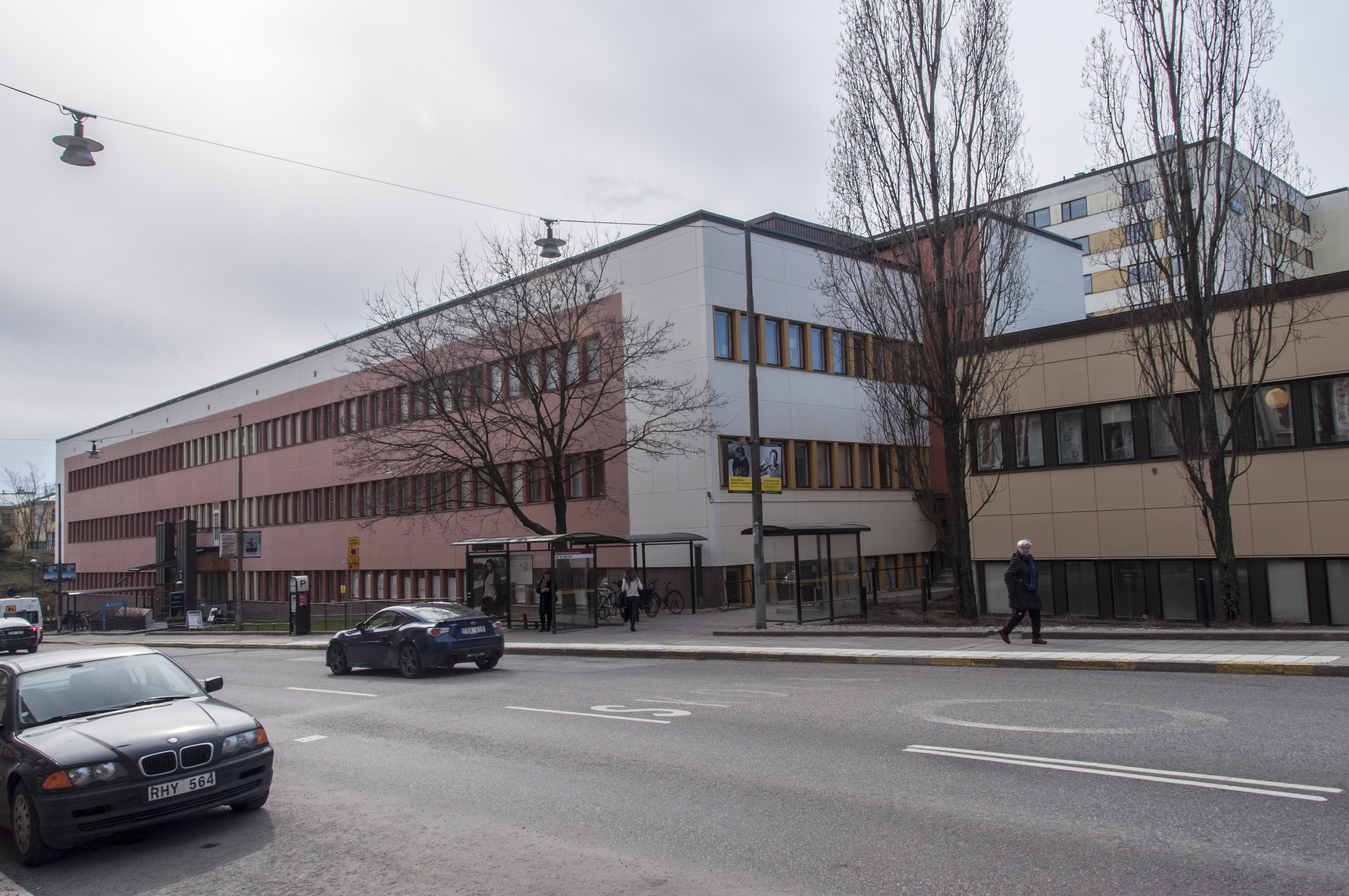
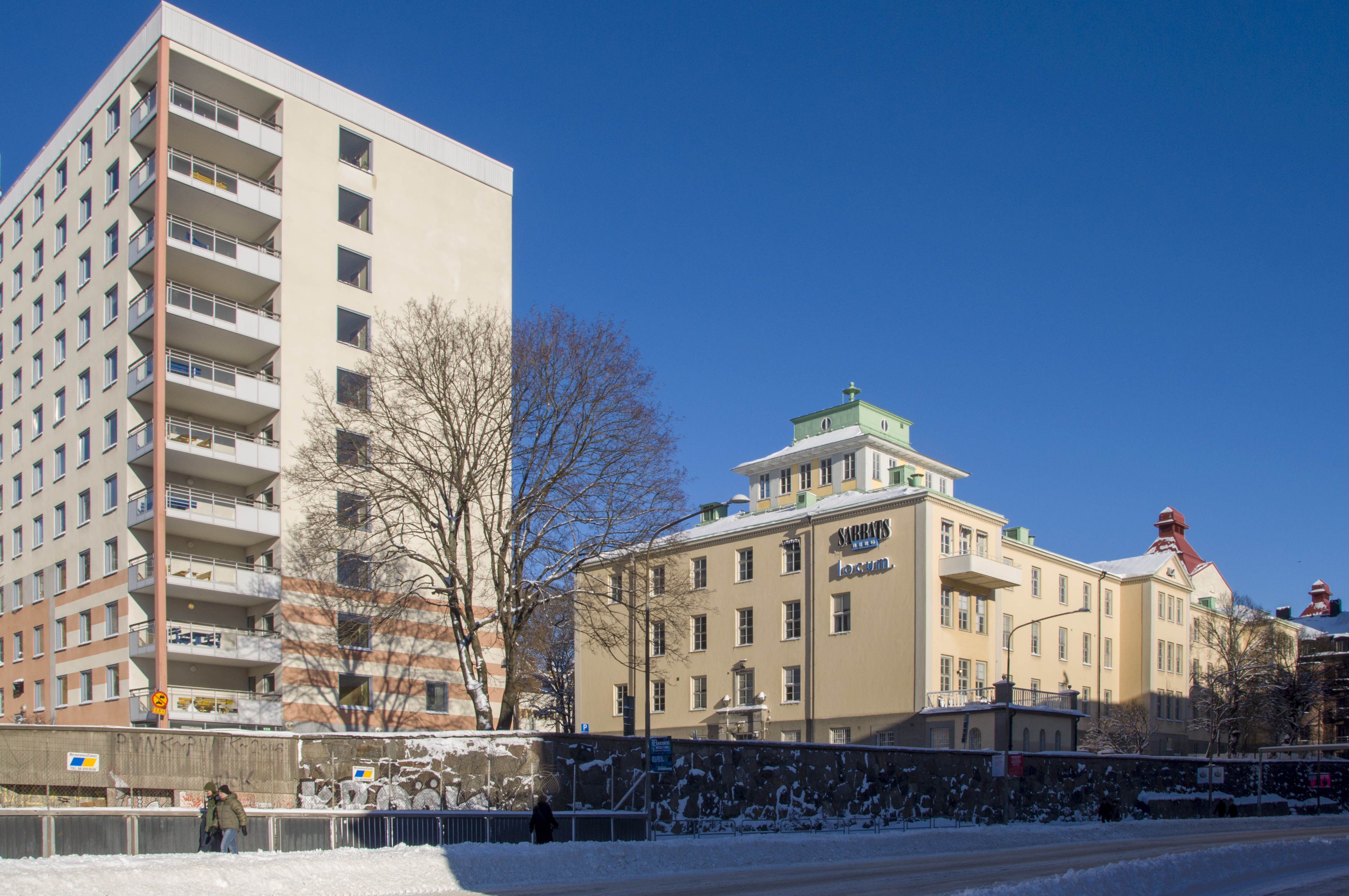